# Archidiocèse de Santa Maria
L'archidiocèse de Santa Maria est une circonscription ecclésiastique de l'Église catholique romaine au Brésil.
Le siège épiscopal se situe dans la ville de Santa Maria, où se trouve la cathédrale métropolitaine de l'Immaculée-Conception (pt). Dans la même ville on trouve également la basilique mineure de Notre-Dame-Médiatrice-de-Toutes-Grâces (pt).
Le territoire de l'archidiocèse occupe une superficie de 20 278 km2 et est subdivisé en 39 paroisses.
Son archevêque est depuis 2021 Leomar Antônio Brustolin.